# Roger Ailes
Roger Eugene Ailes (Warren, 15 mei 1940 - Palm Beach, 18 mei 2017) was een Amerikaanse televisieproducent en de oprichter en CEO van de conservatieve televisiezender Fox News. Hij was media-adviseur van de Republikeinse presidenten Richard Nixon, Ronald Reagan en George H. W. Bush.

## Leven
Ailes werd in 1940 in Warren (Ohio) geboren. Hij bezocht de Ohio University in Athens, die hij in 1962 met een bachelorgraad verliet. Na zijn studie werkte hij bij een regionaal mediabedrijf. In 1967 trok het team van de verkiezingscampagne van Richard Nixon hem aan als adviseur. De jaren daarna was Ailes werkzaam als televisie- en musical-producent en media-adviseur en veroorzaakte hij met zijn onconventionele televisie-journalistiek met Fox News een revolutie in het Amerikaanse medialandschap.

## Fox News
In 1993 werd hij president van CNBC. Hij geldt als verantwoordelijk voor de hogere koersen en winstgevendheid van het bedrijf, die de zender in het vervolg bereikte. In 1996 ontwierp hij voor investeerder Rupert Murdoch de zender Fox News, waarvan hij de CEO werd. Onder zijn leiding ontwikkelde Fox News zich tot de succesrijkste nieuwszender van de V.S..

## Klachten wegens seksueel grensoverschrijdend gedrag
In juli 2016 werd bekend dat Ailes door vrouwelijke medewerkers werd beschuldigd van seksueel grensoverschrijdend gedrag. Jarenlang zou hij als chef van Fox News de presentatrice Gretchen Carlson seksueel hebben lastiggevallen. Inmiddels ontslagen, diende zij in 2016 een aanklacht tegen Ailes in. Nadat zich meer medewerksters van de zender, waaronder Megyn Kelly, bij de aanklachten hadden aangesloten, legde Ailes op 21 juli 2016 alle functies bij Fox News neer, die Rupert Murdoch als commissaris overnam. Ailes kreeg van Murdoch een ontslagvergoeding van 40 miljoen dollar.
Op 8 augustus 2016 liet presentatrice Andrea Tantaros via haar advocaat meedelen, dat zij sinds 12 augustus 2014 door Ailes meermaals seksueel was lastiggevallen. Haar afwijzingen van Ailes, evenals haar formele bezwaarschriften over de aanrandingen bij hoge kringen van de FNC moeten volgens Tantaros geleid hebben tot haar overplaatsing van de Panel-Show The Five naar de talkshow Outnumbered, evenals tot haar volledige schorsing.

## Overlijden
Ailes was hemofilie-patiënt. Op 10 mei 2017 maakte hij een val in zijn huis, liep daarbij een hoofdwond op en stierf op 18 mei 2017 op de leeftijd van 77 jaar.

## Boeken
- Roger Ailes (1988): You Are the Message: Secrets of the Master Communicators (met Jon Kraushar).
- Kerwin Swint (2008): Dark Genius. The Influential Career of Legendary Political Operative and Fox News Founder Roger Ailes.
- Gabriel Sherman: (2014): The Loudest Voice in the Room: How the Brilliant, Bombastic Roger Ailes Built Fox News – and Divided a Country, Random House, ISBN 978-0812992854.

## Respons
Fragmenten uit interviews door Roger-Ailes worden in de documentaire Outfoxed: Rupert Murdoch’s War on Journalism getoond.
In de tv-serie The Loudest Voice (2019) wordt zijn personage gespeeld door Russell Crowe. De film Bombshell – Das Ende des Schweigens houdt zich bezig met de aanklachten wegens seksuele misdragingen, die tot slotte tot zijn ontslag voerden. Medio 2019 kwam de speelfilm Bombshell van regisseur Jay Roach uit, waarin Charlize Theron en Nicole Kidman resp. anchor Megyn Kelly en klokkenluidster Gretchen Carlson vertolkten.

## Weblinks
- David Brock: "Roger Ailes Is Mad As Hell". In: New York Magazine, 17 november 1997.
- Tom Junod: "Why Does Roger Ailes Hate America?" In: Esquire, 18 januari 2011.
- David Carr, Tim Arango: "A Fox Chief at the Pinnacle of Media and Politics." In: The New York Times, 9 januari 2010.
- Jill Lepore: Bad News. "The reputation of Roger Ailes." In: The New Yorker, 20 januari 2014.
- Marc Fisher: Roger Ailes, "architect of conservative TV juggernaut" Fox News, is dead at 77. In: The Washington Post, 18 mei 2017.
- Matt Taibbi: "Roger Ailes Was One of the Worst Americans Ever", Rolling Stone, 18 mei 2017.

## Privé
Ailes was drie maal getrouwd; zijn twee eerste huwelijken eindigden in scheidingen.
Hij huwde zijn derde vrouw Elizabeth Tilson (1960) op 14 februari 1998. Als voormalig televisiemedewerkster was zij de eigenaar en uitgever van The Putnam County News & Recorder en The Putnam County Courier, lokale nieuwsbladen in de staat New York.
Roger Ailes kreeg met Elizabeth een zoon (Zachary). Het gezin woonde in Garrison in een landhuis, gelegen op een heuveltop aan de overzijde van de Hudson tegenover de militaire academie West Point.
Ailes onderhield een langdurige vriendschap met de journaliste en media-persoonlijkheid Barbara Walters.